# Mongolisk ökenråtta
Mongolisk ökenråtta (Meriones unguiculatus) är en gnagare i underfamiljen ökenråttor (Gerbillinae). Den förekommer främst i Mongoliet i stäpper och andra gräsmarker, halvöknar och öknar samt i liknande habitat i norra Kina (till exempel i Manchuriet) och södra Sibirien. Beståndet betraktas inte som hotat.

## Beskrivning
Arten upptäcktes 1866 av Armand David i norra delen av den kinesiska provinsen Shanxi och beskrevs 1867 av Alphonse Milne-Edwards som Gerbillus unguiculatus. Artepitet syftar på de jämförelsevis stora, påfallande och mörk färgade klor. Senare flyttades arten till ett annat släkte. Släknamnet Meriones interpreteras ibland felaktig som "krigare" men namnet syftar inte på den mytiska hjälten Meriones som förekommer i verket Iliaden utan på djurens lår.
Individerna kan vara aktiva på dagen och på natten och de håller ingen vinterdvala. De lever i kolonier i underjordiska bon. Tunnelsystemet är vanligen 5 till 6 meter lång och har 5 till 10 ingångar. I bon finns olika kammare där de sover eller lagrar förråd. Födan utgörs av olika gröna växtdelar samt av frön, innan vintern lagrar de större mängder föda i bon. Mongolisk ökenråtta är det vanligaste försöks- och sällskapsdjuret av hela underfamiljen.
Hos mongolisk ökenråtta observerades att familjegrupper av ett föräldrapar och deras ungar reagerar mycket aggressiva mot främmande individer. För att markera sitt revir har hannar speciella körtlar. För kommunikationen har de olika läten och de trampar med foten på marken för att varna familjemedlemmar.
Honor kan para sig hela året men vanligen föds ungar i naturen mellan våren och hösten. Antalet kullar per år går upp till tre. Efter dräktigheten som vanligen varar omkring 20 dagar (sällan upp till 30 dagar) föds oftast 4 till 7 ungar (1 till 12 har rapporterats). Ungarna är vid födelsen blinda om väger i genomsnitt 2,5 gram. De öppnar sina ögon efter två till tre veckor. Honan ger ungarna 20 till 30 dagar di och efter 65 till 85 dagar är ungarna könsmogna.